# 3704 Gaoshiqi
3704 Gaoshiqi eller 1981 YX1 är en asteroid i huvudbältet som upptäcktes den 20 december 1981 av Purple Mountain-observatoriet i Nanjing, Kina. Den är uppkallad efter Gao Shi-Qi.
Asteroiden har en diameter på ungefär 9 kilometer.